# Рішарлісон (футболіст, 1982)
Рішарлісон Барбоса Фелісбіну або просто Рішарлісон (порт.-браз. Richarlyson Barbosa Felisbino / Richarlyson; нар. 27 грудня 1982, Натал, Ріу-Гранді-ду-Норті, Бразилія) — бразильський футболіст, опорний півзахисник, але також грав на позиції лівого або центрального захисника. Зараз працює експертом на SporTV.

## Кар'єра гравця
Дебютував у футболі в молодіжній команді «Ітуано», з якою виграв молодіжний Кубок Сан-Паулу. Потім перейшов до «Санту-Андре» з регіону ABC у Великому Сан-Паулу, який його батько, колишній футболіст Лела, захищав протягом своєї ігрової кар’єри. Після виступів в оренді за «Форталезу» та «Зальцбург» з вищого дивізіону чемпіонату Австрії, привернув до себе увагу одного з футбольних грандів міста Сан-Паулу «Палмейраса». Занепокоєння щодо можливої зміни прізвиська – з його імені, Річарлісон, на його прізвище, Фелісбіно – через відносно складну вимову та написання, на прохання «Палмейраса», змусили Річарлісона сумніватися у необхідності переходу до клубу, що завершилося спонтанним рішенням переїхати до «Сан-Паулу», одного з суперників Палмейраса.
Судовий конфлікт між «Сан-Паулу» та «Санту-Андре» відклав його дебют за клуб Морумбі, навіть після того, як обидва клуби досягли мирової угоди. Маючи обмежену практику в основному складі, Річарлісон грів лаву запасних до приходу тренера Мурісі Рамальо. Під керівництвом Рамалью пережив найкращий етап у своїй кар’єрі футболіста, будучи невід’ємною частиною команди, яка тричі поспіль виграла чемпіонат Бразилії. Незважаючи на свій успіх у клубі, був мішенню для постійного контролю та знущань через звинувачення в гомосексуалізмі, аж до того, що навіть вболівальники «Сан-Паулу» співали принизливі та гомофобні пісні про нього.
Однак після тривалого періоду в «Сан-Паулу» його форма, здавалося, погіршилася. Стаючи все більш безрозсудним, Річарлісон вилучався у важливих матчах, таких у Кубку Лібертадорес проти «Універсітаріо» та проти «Флуміненсе», в якому назвав арбітра матчу «сучим сином» та порадив йому «іди до біса», а потім завершив своє висловлювання, заявивши, що суддя «окрім усього цього, він [також] педик» у спалаху гніву, покидаючи поле. Постійні вилучення, а також відсутність технічної кваліфікації змусили «Сан-Паулу» домовитися про розірвання контракту з півзахисником.
«Атлетіку Мінейру» з Белу-Оризонті, шукаючи підсилення, підписав гравця, який став «найкращим підписанням» року для команди. Постійно перебуваючи в стартовій одинадцятці, Рікі досяг успіху з Крижаними чемпіонами, виграв Лігу Мінейро 2012 і виблискував у бразильській Серії А 2012, вивів Гало до Кубку Лібертадорес 2013 після 13-річної перерви. У 2013 році до Річарлісона приєднався його брат, нападник Александро, завдяки чому вперше обидва брати грали разом за одну команду.
У грудні 2014 року підтвердив завершення футбольної кар'єри. Рішення було прийнято після вильоту його останнього клубу, «Віторії», до Серії B чемпіонату Бразилії. Однак 27 січня 2015 року він відновив кар’єру і підписав контракт з «Шапекоенсе». Наприкінці кар'єри виступав за нижчолігові бразильські клуби, за винятком 6-місячного періоду, коли захищав кольори індійського «Гоа».

## Кар'єра в збірній
На піку кар'єри Річарлісон викликався тренером національної збірної Бразилії Дунгою на товариський матч проти Ірландії. 6 лютого 2008 року в переможному (1:0) поєдинку проти Ірландії вийшов у стартовому складі. Колишній капітан «Селесао» високо оцінив універсальність Рікі та здатність грати на різних позиціях і в різних ролях на полі. Свою другу та останню гру за національну команду провів місяць по тому, 26 березня 2008 року проти Швеції, яка також завершилася перемогою бразильців (1:0).

## Особисте життя
У 2022 році в інтерв’ю для подкасту Nos Armários dos Vestiários, повідомив що є бісексуалом. Завдяки цьому став першим відкритим ЛГБТ-гравцем, який грав за національну збірну Бразилії та в бразильській Серії А.
У 2023 році виконав роль керамічного фільтра для води на бразильському співочому реаліті-шок Співак у масці.

### Наклеп, заснований на його сексуальної орієнтації
25 червня 2007 року газета Agora São Paulo в ексклюзивному інтерв’ю для тижневого журналу Fantástico повідомила, що футболіст головної команди вийде з шафи як гомосексуаліст. Наступного дня бразильський спортивний коментатор Мілтон Невеш запросив директора футбольного клубу «Палмейрас» Жозе Сірілло Жуніора для свого телешоу у прямомі ефірі Debate Bola. Під час шоу Невеш запитав Сирілло-молодшого, чи гравець, який здійснить камінг-аут, з його команди. Сирілло-молодший відповів, що «Річарлісона мало не забрав Палмейрас». Незважаючи на те, що громадськість і преса загалом сприйняли це як потенційну сенсацію, гравець не прокоментував цю інформацію. Той факт, що Річарлісон відхилив пропозицію «Палмейраса» в останню хвилину, безпосередньо перед підписанням контракту з суперником «Сан-Паулу», посварив його з колишнім футбольним директором «Палмейраса» Сальвадором Уго Палайєю, що викликало припущення про те, що команда є гомофобною. Згодом чутки виявилися неправдивими.
Адвокат Річарлісона Ренато Салдж подав позов проти Сірілло-молодшого на відшкодування шкоди та наклепу. Суддя Маноель Максиміано Жункейра Фільо відхилив позов і обґрунтував своє рішення тим, що футбол є «мужчиним, чоловічим видом спорту, а не гомосексуальним» і що на цій підставі «Річарлісон повинен бути назавжди відсторонений ФІФА і ніколи не мати права знову грати у футбол». Він запропонував гравцеві-гомосексуалісту залишити команду або заснувати власну. Після цього рішення судді дали п’ятнадцять днів на пояснення перед Радою правосуддя Сан-Паулу, а також Салджа притягнули до судової відповідальності.

## Статистика виступів

### У збірній
| Національна збірна | Рік     | Матчі | Голи |
| ------------------ | ------- | ----- | ---- |
| Бразилія           | 2008    | 2     | 0    |
| Загалом            | Загалом | 2     | 0    |

## Досягнення
«Санту-Андре»
- Кубок Бразилії
  -  Володар (1): 2004

«Сан-Паулу»
- Серія A Бразилії
  -  Чемпіон (3): 2006, 2007, 2008

- Клубний чемпіонат світу
  -  Чемпіон (1): 2005

«Атлетіку Мінейру»
- Кубок Лібертадорес
  -  Володар (1): 2013

- Ліга Мінейро
  -  Чемпіон (2): 2012, 2013

Індивідуальні
- Команда року бразильської Серії A: 2007[14]
- Срібний м'яч: 2007